# Dualité de Pontriaguine

La transformée de Fourier

En mathématiques, notamment en analyse harmonique et dans la théorie des groupes topologiques, la dualité de Pontriaguine explique les principales propriétés de la transformée de Fourier. Elle place dans un cadre plus général certaines observations à propos de fonctions définies sur {\displaystyle \mathbb {R} } ou sur un groupe abélien fini :
- Les fonctions périodiques à valeurs complexes suffisamment régulières ont une série de Fourier et on peut les déduire de cette série ;
- Les fonctions à valeurs complexes suffisamment régulières ont une transformée de Fourier et, tout comme les fonctions périodiques, on peut les déduire de cette transformée ;
- Les fonctions à valeurs complexes sur un groupe abélien fini ont une transformée de Fourier discrète définie sur le groupe dual, qui n'est pas canoniquement isomorphe au groupe de départ. De plus, toute fonction sur un groupe abélien fini peut être déduite de sa transformée de Fourier discrète (à homomorphisme près).

La théorie, introduite par Lev Pontriaguine et combinée avec la mesure de Haar introduite par John von Neumann, André Weil et d'autres, dépend de la théorie du groupe dual d'un groupe abélien localement compact.

## Mesure de Haar
Un groupe topologique {\displaystyle G} est localement compact si et seulement si l'élément neutre {\displaystyle e} du groupe admet un voisinage compact, ce qui équivaut encore à ce que {\displaystyle e} possède une base de voisinages compacts. Un des faits les plus remarquables à propos des groupes localement compacts est qu'ils peuvent être munis d'une mesure naturelle, unique à un facteur multiplicatif près : la mesure de Haar, qui permet de mesurer la « taille » d'un sous-ensemble suffisamment régulier de {\displaystyle G}. Ici, « suffisamment régulier » signifie être un borélien, c'est-à-dire un élément de la tribu engendrée par les ensembles compacts. Plus précisément, une mesure de Haar à droite sur un groupe localement compact {\displaystyle G} est une mesure {\displaystyle \mu } définie sur les boréliens de {\displaystyle G}, qui est invariante par translation à droite dans le sens où {\displaystyle \mu (Ax)=\mu (A)} si {\displaystyle A} est un borélien et {\displaystyle x} un élément de {\displaystyle G}.
La mesure de Haar nous permet de définir la notion d'intégrale pour une fonction mesurable à valeurs complexes définie sur le groupe. En particulier, on peut considérer les espaces Lp associés à la mesure de Haar. Plus précisément :
{\displaystyle \mathrm {L} _{\mu }^{p}(G)=\left\{f:G\rightarrow \mathbb {C} ~{\Bigg |}~\int _{G}|f(x)|^{p}~\mathrm {d} \mu (x)<\infty \right\}}
Divers exemples de groupes abéliens localement compacts sont donnés par :
- {\displaystyle \mathbb {R} ^{n}} avec l'addition comme opération de groupe.
- Les réels strictement positifs munis de la multiplication. Ce groupe est clairement isomorphe à ({\displaystyle \mathbb {R} },+), cet isomorphisme étant la fonction exponentielle.
- N'importe quel groupe abélien fini, muni de la topologie discrète. Par le théorème sur la structure de ces groupes, ce sont des produits de groupes cycliques.
- Le groupe des entiers ({\displaystyle \mathbb {Z} },+) muni aussi de la topologie discrète.
- Le cercle unité {\displaystyle \mathbb {U} } de {\displaystyle \mathbb {C} } (i. e. le groupe des complexes de module 1). {\displaystyle \mathbb {U} } est isomorphe au groupe topologique quotient {\displaystyle \mathbb {R} /\mathbb {Z} }.
- Le corps {\displaystyle \mathbb {Q} _{p}} des nombres p-adiques muni de l'addition, avec la topologie p-adique usuelle.

## Le groupe dual
Si G est un groupe abélien localement compact, un caractère de G est un morphisme de groupes continu de {\displaystyle G} dans {\displaystyle \scriptstyle \mathbb {U} }. On peut montrer que l'ensemble des caractères de G est lui-même un groupe abélien localement compact, appelé le groupe dual de G, et noté Ĝ. Le produit sur Ĝ est le produit de deux caractères en tant que fonctions à valeurs complexes, et l'inverse d'un caractère est son conjugué complexe. La topologie sur Ĝ est celle de la convergence uniforme sur tout compact. Elle n'est pas métrisable en général. Cependant, si le groupe G est de plus séparable, alors la topologie définie sur Ĝ est métrisable.
Théorème. {\displaystyle {\widehat {\hat {G}}}} est canoniquement isomorphe à {\displaystyle G}, autrement dit {\displaystyle G} est canoniquement isomorphe au dual de son dual.
Canonique signifie que l'isomorphisme est donné par une application « naturelle » de {\displaystyle G} dans {\displaystyle {\widehat {\hat {G}}}}. Ce terme apporte une nuance importante : par exemple, n'importe quel groupe abélien fini est isomorphe à son dual, mais l'isomorphisme n'est pas canonique. L'isomorphisme canonique est défini ainsi :
{\displaystyle x\mapsto (\chi \mapsto \chi (x))}
Autrement dit, chaque élément {\displaystyle x} de {\displaystyle G} est identifié à son évaluation par les caractères du dual.

## Exemples
Un caractère du groupe cyclique infini des entiers ({\displaystyle \mathbb {Z} } ,+) est déterminé par sa valeur en 1, générateur de {\displaystyle \mathbb {Z} }. En effet pour tout caractère {\displaystyle \chi } de {\displaystyle \mathbb {Z} }, on a {\displaystyle \chi (n)=\chi (1)^{n}} car {\displaystyle \chi } est un morphisme de groupes, et cette formule montre que l'on définit de manière unique un caractère par sa valeur en 1. Ainsi le dual de {\displaystyle \mathbb {Z} } est algébriquement isomorphe au cercle unité {\displaystyle \scriptstyle \mathbb {U} }. La topologie de convergence sur les compacts est alors la topologie de la convergence simple. On montre aisément que c'est la topologie induite par le plan complexe.
Le groupe dual de {\displaystyle \mathbb {Z} } est donc canoniquement isomorphe à {\displaystyle \scriptstyle \mathbb {U} }.
Réciproquement, un caractère de {\displaystyle \scriptstyle \mathbb {U} } est de la forme {\displaystyle z\mapsto z^{n}}, avec n entier. Comme {\displaystyle \scriptstyle \mathbb {U} } est compact, la topologie sur le groupe dual est celle de la convergence uniforme, qui est ici la topologie discrète. Ainsi le dual de {\displaystyle \scriptstyle \mathbb {U} } est canoniquement isomorphe à {\displaystyle \mathbb {Z} }.
Le groupe des réels est isomorphe à son dual, les caractères de {\displaystyle \mathbb {R} } étant de la forme {\displaystyle x\mapsto e^{ix\theta }}, avec θ réel. Avec ces dualités, la nouvelle version de la transformée de Fourier présentée ci-après coïncide avec la transformée de Fourier classique sur {\displaystyle \mathbb {R} }.

## Transformée de Fourier
Le groupe dual d'un groupe abélien localement compact sert comme espace de base d'une version plus abstraite de la transformée de Fourier. Si {\displaystyle f} appartient à L1(G), alors sa transformée de Fourier est la fonction définie sur Ĝ par :
{\displaystyle {\widehat {f}}(\chi )=\int _{G}f(x){\overline {\chi (x)}}~\mathrm {d} \mu (x)}
où l'intégrale est prise par rapport à la mesure de Haar {\displaystyle \mu } sur G. Il n'est pas trop difficile de montrer que la transformée de Fourier d'une fonction L1 sur G est une fonction continue bornée sur Ĝ. De même, la transformée de Fourier inverse d'une fonction intégrable sur Ĝ est donnée par
{\displaystyle {\check {g}}(x)=\int _{\widehat {G}}g(\chi )\chi (x)~\mathrm {d} \nu (\chi )}
où l'intégrale est relative à la mesure de Haar {\displaystyle \nu } sur le groupe dual Ĝ.

## Algèbre de groupe
L'espace des fonctions intégrables sur un groupe abélien localement compact {\displaystyle G} est une algèbre, où la multiplication est le produit de convolution : si {\displaystyle f} et {\displaystyle g} sont des fonctions intégrables alors leur produit de convolution est défini par :
{\displaystyle [f\star g](x)=\int _{G}f(x-y)g(y)~\mathrm {d} \mu (y)}.
Théorème — L'espace de Banach L1(G) est une algèbre associative et commutative muni de la convolution.
Cette algèbre est appelée l'algèbre du groupe G. Comme L1(G) est complet, c'est une algèbre de Banach. Elle ne possède pas d'élément neutre pour la multiplication, à moins que G soit un groupe discret.
Cette algèbre a cependant, en général, une unité approchée {\displaystyle \{e_{i}\}_{i}} qui est une suite généralisée indexée par un ensemble ordonné filtrant {\displaystyle I}, satisfaisant la propriété suivante 
{\displaystyle f\star e_{i}\rightarrow f}.
La transformée de Fourier transforme la convolution en multiplication, c'est-à-dire :
{\displaystyle {\mathcal {F}}(f\star g)(\chi )={\mathcal {F}}(f)(\chi )\cdot {\mathcal {F}}(g)(\chi )}.
En particulier, à chaque caractère de G correspond une unique fonctionnelle multiplicative linéaire de l'algèbre du groupe définie par :
{\displaystyle f\mapsto {\widehat {f}}(\chi )}.
Ce fait constitue une propriété importante des algèbre de groupes : en effet on peut alors expliciter les fonctionnelles multiplicatives linéaires non nulles de l'algèbre du groupe.

## Théorèmes d'inversion de Plancherel et Fourier
Comme énoncé ci-dessus, le groupe dual d'un groupe abélien localement compact est lui aussi un groupe abélien localement compact et par suite possède une mesure de Haar {\displaystyle \nu }, ou plus précisément une famille de mesures de Haar {\displaystyle c\nu } déterminées à un facteur multiplicatif positif près {\displaystyle c}.
Théorème. Il existe un multiple positif de la mesure de Haar sur le groupe dual Ĝ de G telle que la restriction de la transformée de Fourier aux fonctions continues à support compact de G soit une isométrie linéaire. Elle s'étend de façon unique à un opérateur linéaire
{\displaystyle {\mathcal {F}}:\mathrm {L} _{\mu }^{2}(G)\rightarrow \mathrm {L} _{\nu }^{2}({\widehat {G}})}
où ν est la mesure de Haar sur le groupe dual.
Pour un groupe localement compact non compact, l'espace L1(G) ne contient pas L2(G), et il est nécessaire d'utiliser une astuce technique comme la restriction à un sous-espace dense.
En suivant Loomis (référence ci-dessous), on dit que les mesures de Haar sur G et Ĝ sont associées si la formule d'inversion de Fourier est satisfaite. Le caractère unitaire de la transformée de Fourier entraîne la formule de Plancherel :
{\displaystyle \int _{G}|f(x)|^{2}~\mathrm {d} \mu (x)=\int _{\widehat {G}}|{\widehat {f}}(\chi )|^{2}~\mathrm {d} \nu (\chi )}
pour toute fonction continue sur G à valeurs complexes et support compact.
C'est cette extension unitaire de la transformée de Fourier que l'on considère comme étant la transformée de Fourier sur l'espace des fonctions de carré intégrable. Le groupe dual possède aussi sa transformée de Fourier inverse ; c'est l'inverse (ou adjoint, puisque nous sommes dans le cas unitaire) de la transformée de Fourier, comme cela est énoncé par le résultat suivant.
Théorème. L'adjoint de la transformée de Fourier restreinte au sous-espace des fonctions continues à support compact sur G est la transformée de Fourier inverse
{\displaystyle \mathrm {L} _{\nu }^{2}({\widehat {G}})\rightarrow \mathrm {L} _{\mu }^{2}(G)}
où les mesures de Haar de G et Ĝ sont associées.
Dans le cas où G = {\displaystyle \mathbb {R} ^{n}}, nous avons Ĝ = {\displaystyle \mathbb {R} ^{n}} et l'on retrouve la transformée de Fourier usuelle de {\displaystyle \mathbb {R} ^{n}} en prenant
{\displaystyle \mu =(2\pi )^{-n/2}\times {\mbox{mesure de Lebesgue}}}
{\displaystyle \nu =(2\pi )^{-n/2}\times {\mbox{mesure de Lebesgue}}}
Dans le cas où G est le groupe {\displaystyle \scriptstyle \mathbb {U} } des nombres complexes unitaires, Ĝ est naturellement isomorphe au groupe des entiers {\displaystyle \mathbb {Z} } et l'opérateur F n'est autre que l'opérateur d'extraction des coefficients de la série de Fourier des fonctions périodiques.
Si G est un groupe fini, F n'est autre que la transformée de Fourier discrète.

## La dualité de Pontriaguine dans le cadre de la théorie des catégories
Il peut être utile de considérer le groupe dual fonctoriellement. Dans ce qui suit, GALC désigne la catégorie des groupes abéliens localement compacts et des homomorphismes de groupes continus.
La construction du groupe dual Ĝ est un foncteur contravariant GALC → GALC. En particulier, le foncteur itéré
G {\displaystyle \mapsto } (Ĝ)^ est covariant.
Théorème. Le foncteur de dualité est un isomorphisme de catégories de la catégorie GALC vers sa catégorie opposée GALCop.
Théorème. Le foncteur dual itéré est naturellement isomorphe au foncteur identité de GALC.
Cet isomorphisme peut se comparer à la construction du bidual d'un espace vectoriel de dimension finie.
Cette dualité échange les sous-catégories des groupes discrets et des groupes compacts.
Si A est un anneau et G est un A-module à gauche, le groupe dual Ĝ devient un A-module à droite ; de cette façon les A-modules à gauche discrets sont duaux au sens de Pontriaguine des A-modules à droite compacts. L'anneau End(G) des endomorphismes dans GALC est par dualité envoyé sur son anneau opposé. Si G est par exemple un groupe cyclique discret infini (isomorphe à {\displaystyle \mathbb {Z} }), Ĝ est un groupe circulaire (isomorphe au groupe {\displaystyle \scriptstyle \mathbb {U} }). L'anneau des endomorphismes du premier est {\displaystyle \mathbb {Z} }, il en est donc de même du second.

## Théorie non commutative
En 1973, Leonid I. Vainerman, George I. Kac, Michel Enock et Jean-Marie Schwartz ont élaboré une théorie générale de la dualité pour tous les groupes localement compacts. À partir des années 1980, les recherches dans ce domaine ont repris à la suite de la découverte des groupes quantiques, vers lesquels les théories construites ont commencé à être activement transférées. Ces théories sont formulées dans le langage des C*-algèbres ou des algèbres de von Neumann, et l'une de leurs variantes est la théorie récente des groupes quantiques localement compacts.
Un des inconvénients de ces théories générales est cependant que dans celles-ci, les objets généralisant le concept de groupe ne sont pas des algèbres de Hopf au sens algébrique habituel. Cette lacune peut être corrigée (pour certaines classes de groupes) dans le cadre des théories de dualité construites sur la base de la notion d’enveloppe d’une algèbre topologique.

## Histoire
La théorie des groupes abéliens localement compacts et de leur dualité fut fondée par Pontriaguine en 1934. Il se limitait aux groupes à base dénombrable, et compacts ou discrets. Le cas général fut développé par Egbert van Kampen en 1935 et André Weil en 1940.